# Sangue (alimento)

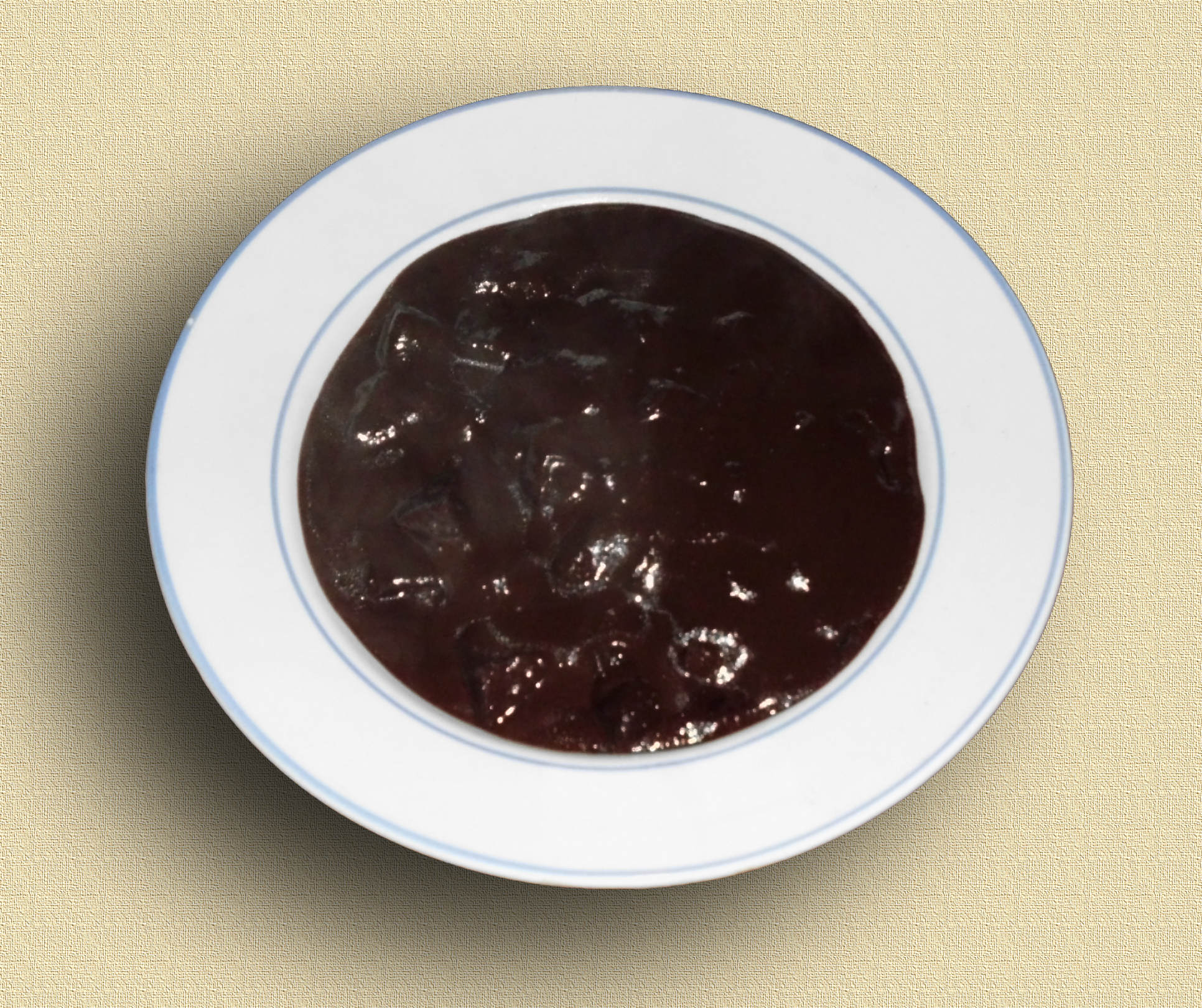
Schwarzsauersuppe (Germania)

Il sangue è un alimento destinato al consumo umano proveniente dalla macellazione degli animali o, più raramente, prelevato dagli animali senza provocarne la morte. Il sangue di vari mammiferi e uccelli viene infatti normalmente consumato come cibo in molte aree geografiche.

## Raccolta

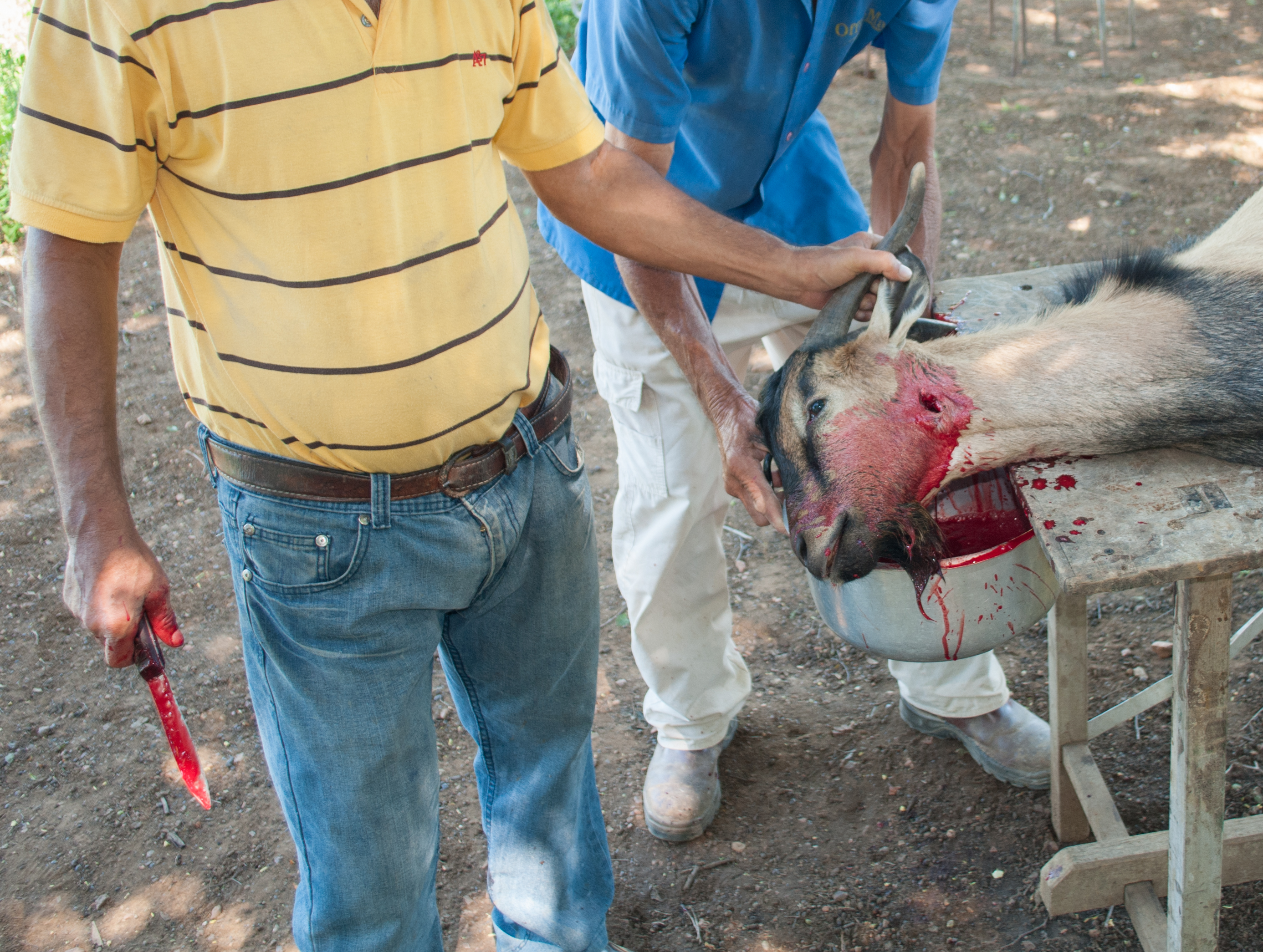
Raccolta artigianale del sangue di capra (Venezuela)

Il sangue da destinare all'alimentazione umana viene in genere raccolto durante la fase della macellazione detta iugulazione. In questa fase gli animali, dopo essere stati storditi, vengono appesi per gli arti posteriori o distesi lateralmente e, con un coltello pulito, vengono loro recisi i grandi vasi sanguigni del collo o del petto consentendo un dissanguamento della carcassa il più completo possibile. Il sangue rappresenta grossomodo il 6-7 % del peso degli animali, ma solo all'incirca una metà di esso può venire effettivamente raccolto e utilizzato. La porzione da destinare all'alimentazione deve essere raccolta in modo asettico con strumenti e contenitori adatti allo scopo. La materia è in genere normata da leggi o regolamenti pubblici, ad esempio in Italia da decreti ministeriali che localmente vengono dettagliati dai regolamenti di polizia veterinaria. I prodotti alimentari ottenuti a partire dal sangue animale devono rispettare la normativa vigente per i prodotti a base di carne, mentre per il sangue destinato ad altri usi si applica la normativa per lo smaltimento dei sottoprodotti animali.

## Utilizzo

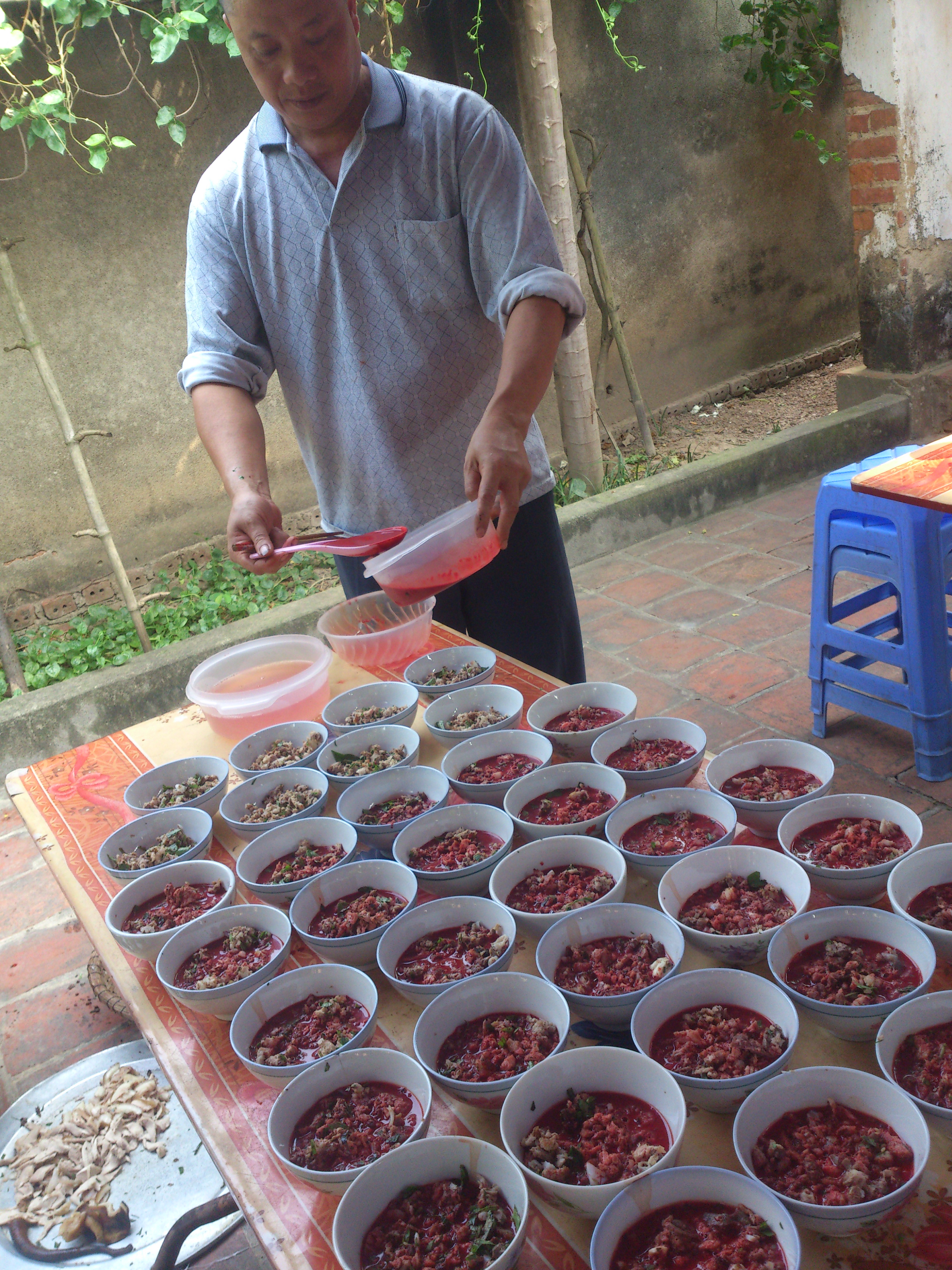
Ciotole di tiết canh (Vietnam)

Piatti a base di sangue fanno parte della cucina tradizionale di varie regioni italiane, come ad esempio il sanguinaccio dolce, compreso tra i P.A.T. lucani e campani, e la torta di sangue, preparazione quasi scomparsa con formaggio, latte e pangrattato diffusa un tempo in varie aree del Settentrione. Anche in varie altre aree del mondo il sangue animale è alla base di ricette tipiche come il black pudding delle Isole britanniche, la Schwarzsauersuppe (zuppa nera acida) della Germania settentrionale, la czernina polacca (un'altra zuppa) o il tiết canh vietnamita, a base di sangue e carne di anatra appena macellata. 
Con il sangue, in genere mescolato con tocchetti di grasso di maiale, vengono inoltre preparati vari insaccati quali i Blutwurst tedeschi, la morcilla spagnola e i boudeun valdaostani, questi ultimi anch'essi riconosciuti come P.A.T. Il sangue funge anche da legante e può essere usato per preparare il civet, una salsa bruna, o accompagnare la cacciagione di carne rossa.
Il consumo di sangue è spesso stagionale e, data la limitata conservazione nel tempo dell'alimento, è in genere associato al periodo in cui si macellano gli animali (ad esempio i suini).
Presso alcune popolazioni il sangue degli animali può essere anche utilizzato senza l'uccisione di questi ultimi. Ad esempio i Masai prelevano il sangue dalle arterie del collo dei bovini che allevano e lo consumano caldo oppure dopo averlo mescolato con il latte; l'animale in genere si riprende in tempi relativamente brevi.

### Cannibalismo
Il consumo di sangue umano da parte di altri esseri umani è segnalato come comportamento legato ad alcune malattie mentali, a pratiche belliche oppure nell'ambito di rituali magici o religiosi. Viceversa molte fedi religiose proibiscono tale consumo; nel caso dei Testimoni di Geova il divieto è inteso in senso ampio e comprende anche le trasfusioni, perché assimilate all'ingestione di sangue per bocca. Altre religioni, come ad esempio l'Islam, estendono tale proibizione anche al consumo sangue di animali. Un caso particolare di consumo di sangue umano che ha assunto notevole importanza nell'immaginario collettivo è quello legato al vampirismo.

## Composizione

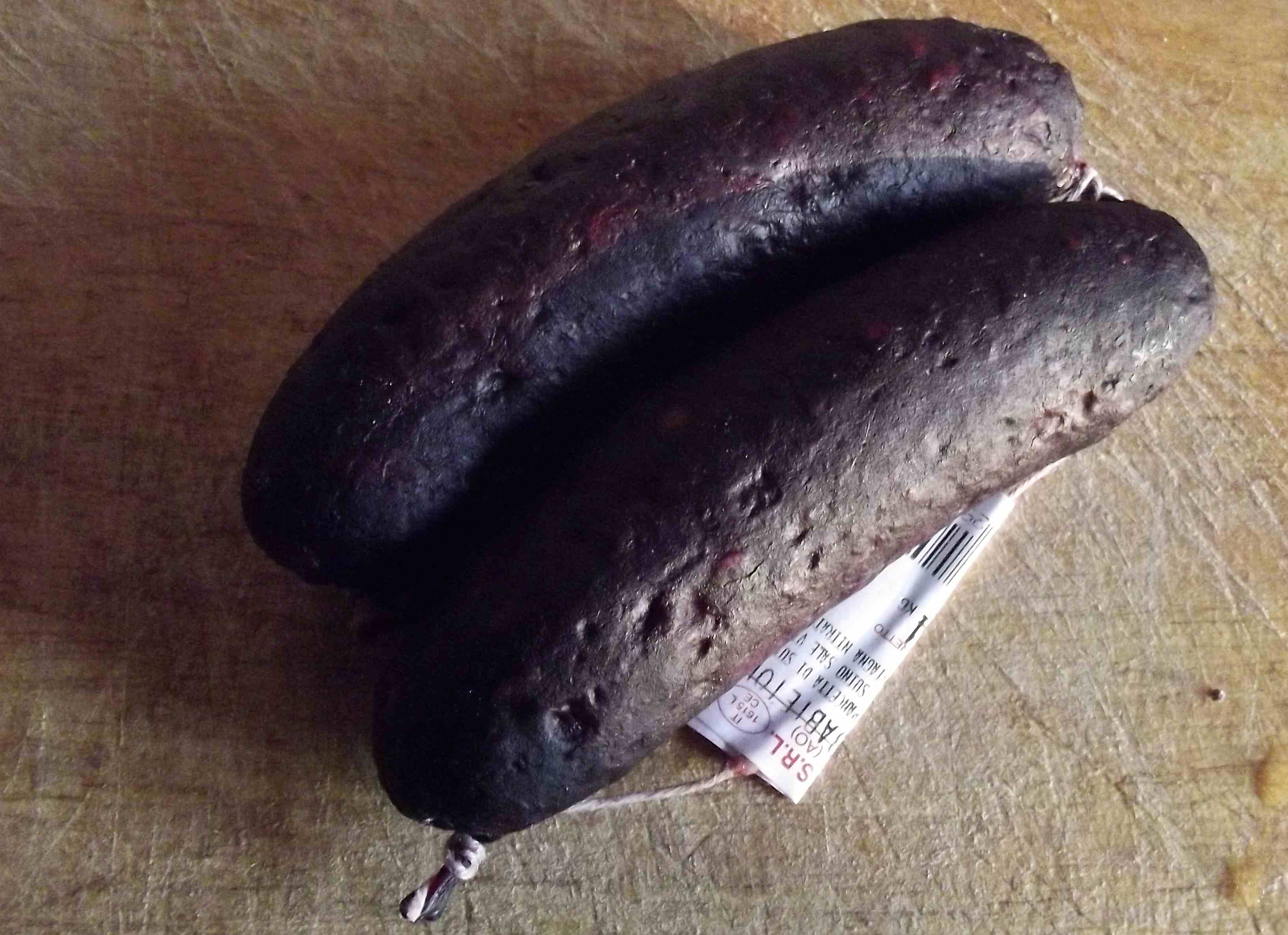
Bodeun (Valle d'Aosta)

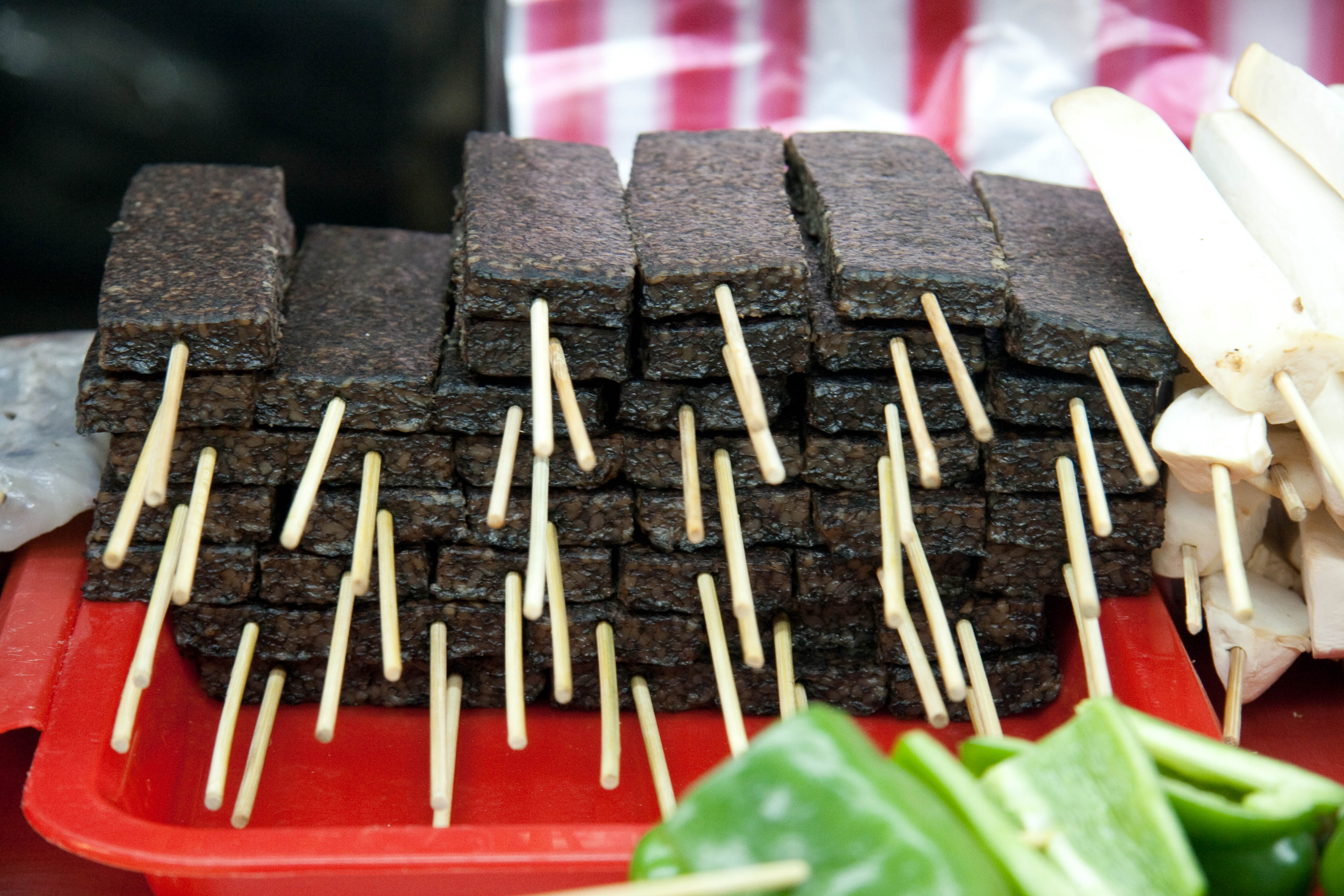
Dolci di sangue suino (Taiwan)

La tabella che segue riporta il valore energetico e la composizione del sangue di maiale (per 100g di parte edibile).
| Calorie (Kcal) | Grassi(g) | Carboidrati(g) | Proteine (g) | Fibre (g) |
| 78             | 0,2       | 0,4            | 18,4         | 0         |

Può essere utile ricordare che gli insaccati a base di sangue rispetto al sangue in purezza sono di solito molto più ricchi di lipidi, apportati dal grasso e delle carni che entrano nella loro composizione.